# Yurik Sarkisyan
Yurik Sarkisyan (né le 14 août 1961 à Geghakert) est un haltérophile soviétique.

## Carrière
Yurik Sarkisyan participe aux Jeux olympiques de 1980 à Moscou et remporte la médaille d'argent dans la catégorie des poids -56 kg.